# 大日向明子
大日向明子（おおひなた　あきこ）は秋田県雄物川町出身の演歌歌手。本名：大日向千枝子（ちえこ）　パブリックエンタティメント所属。
2004年8月に「花嫁峠」でデビューした。　代表曲に「女の暦」、「私だってさ」等がある。
地元の雄物川町をテーマにした「雄物川」をリリースした。現在のオリジナル曲は6作である。プロデュースは「あさぎり英雄」である。